# Gino Marinuzzi (1882-1945)
Gino Marinuzzi (Palermo, 24 marzo 1882 – Milano, 17 agosto 1945) è stato un direttore d'orchestra e compositore italiano, padre di Gino Marinuzzi jr., anch'egli compositore.

## Biografia

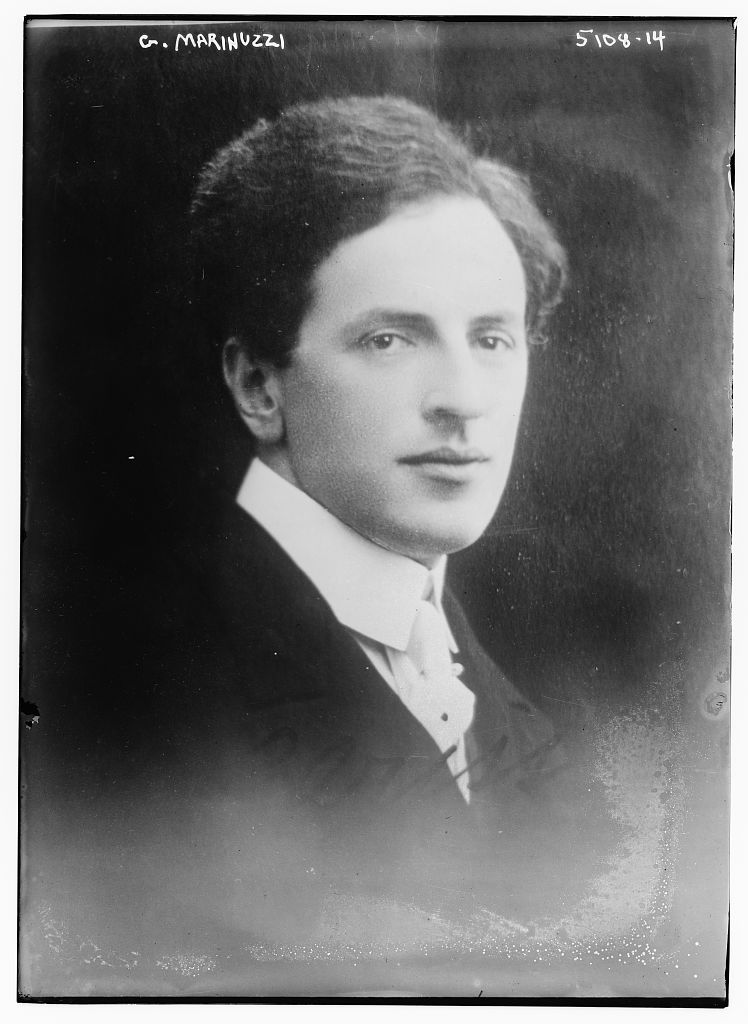
Gino Marinuzzi intorno al 1920

In qualità di direttore d'orchestra diresse molte prime esecuzioni di opere italiane nei maggiori teatri mondiali; appassionato di Richard Wagner e Richard Strauss, contribuì a diffonderne le opere tra il pubblico italiano attraverso celebri interpretazioni. Diresse un repertorio che va da Claudio Monteverdi a Ernest Bloch, Arthur Honegger e Carl Orff, passando per Mozart, Paisiello, Bellini, Donizetti, Verdi. Secondo lo storico della musica Paolo Isotta è stato il più grande direttore d'orchestra del Novecento.
In qualità di compositore scrisse tre opere teatrali, tra cui Palla de' Mozzi (1932, libretto di Giovacchino Forzano, andata in scena al Teatro alla Scala di Milano con Gilda Dalla Rizza, Galliano Masini, Giuseppe Nessi, Benvenuto Franci, Aristide Baracchi ed Andrea Mongelli), e musica sinfonica; tra le opere sinfoniche celebri si ricorda la Suite siciliana (in quattro tempi per orchestra) (1907) che contiene il famoso Valzer campestre. ascolta. La Sinfonia in La, del 1942, è giudicata da Paolo Isotta (che in Altri canti di Marte, uscito nel 2015, effettua per la prima volta un'analisi della sua opera compositiva) una delle somme composizioni sinfoniche del Novecento, e alla sua altezza, secondo lo storico, si possono collocare solo le opere sinfoniche di Schoenberg, Szymanowski e Enescu. 

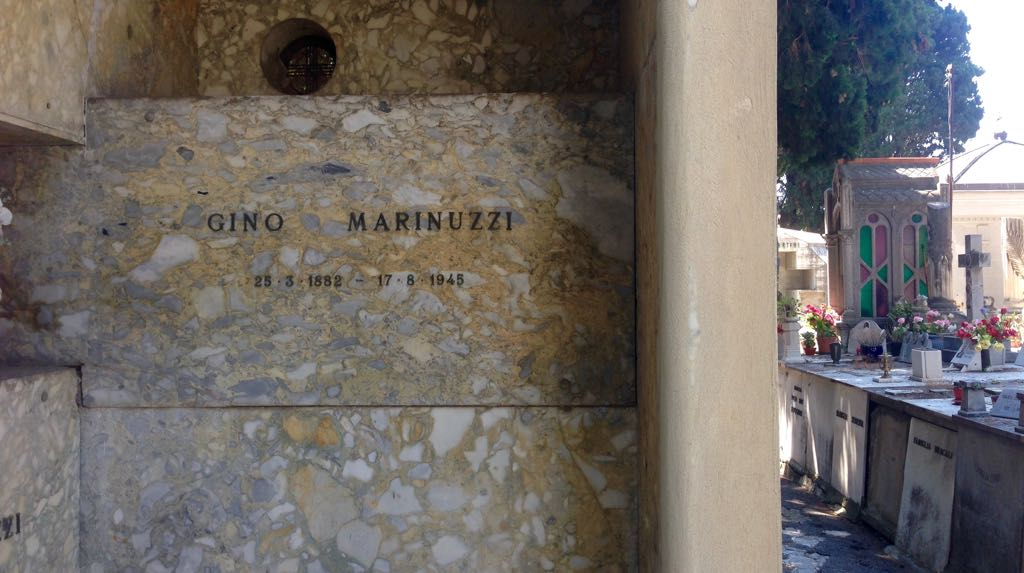
La tomba di Gino Marinuzzi, nel cimitero monumentale di San Remo

## Discografia
- Verdi: la Forza del Destino (1941) - Carlo Tagliabue/Gino Marinuzzi/Maria Caniglia/RAI Chorus, Turin/RAI Symphony Orchestra/Tancredi Pasero/Ebe Stignani/Galliano Masini/Giuseppe Nessi/Saturno Meletti, Naxos/Fonit Cetra Warner/Piros Send/Past/Mastercorp/BNF
- The Great Conductors: Gino Marinuzzi & Orchestra del Teatro alla Scala Milano (The Berlin Recordings 1941 & 1942) - Gino Marinuzzi/Milan La Scala Orchestra, Jube
- Ouvertures & Intermezzi - Gino Marinuzzi/Orchestra del Teatro alla Scala, Preiser

## Curiosità
- Fabrizio De André utilizzò il tema del Valzer campestre per la sua canzone Valzer per un amore (1964).